# Adrien de Monluc
Pour les autres membres des familles, voir Blaise de Monluc et Famille de Montesquiou.
Adrien (de Lasseran de Massencome) de Monluc-Montesquiou, dit Adrien de Monluc (1571-1646), baron de Montesquiou et de Saint-Félix, prince de Chabanais, comte de Carmain/Cramail/Caraman du chef de sa femme Jeanne de Foix-Caraman (voir l'article comté de Caraman), gouverneur du comté de Foix, est un noble français, petit-fils de Blaise de Montluc.

## Biographie
Petit-fils du célèbre Blaise de Monluc, il fut sous Henri IV l'un des plus écervelés parmi les galants de cour qu'on appelait « les Intrépides » ou « les Dangereux ». Accusé de conspiration contre le cardinal de Richelieu, il resta plus de 7 ans enfermé à la Bastille (1635-1643).
Le maréchal François de Bassompierre fut son ami depuis le règne de Henri IV et jusqu'à leur emprisonnement à la Bastille.
Plus présent à la cour ou sur les champs de bataille que sur ses terres du « pays de cocagne », ce Gascon mit en place un mode de gestion de ses biens reposant autant sur le système féodal que sur le monde de l'office seigneurial. Ces fidélités nouvellement créées dans le Lauragais s'appuyaient sur une maison domestique exogène, qui assure la surveillance du comté en des temps troublés.
Il fut, pendant un temps, protecteur de Giulio Cesare Vanini, même si son rôle dans l'arrestation et la mort de celui-ci suscite quelques questions.
Il s'occupait de littérature. Deux recueils de prose lui sont attribués. Ils furent compilés et publiés par un certain sieur Devaux dos Caros (doas caras = occit. "deux visages"), dont on ne sait pas grand-chose :
- Les Pensées du solitaire, 1629-1630 ;
- Les Jeux de l'inconnu, 1630.

La nature des rapports entre Monluc et de Vaux, ainsi que la part des ouvrages propres de Monluc dans ces recueils restent à établir.
Il n'eut pas de postérité mâle légitime. Sa fille Jeanne de Montluc de Foix apporta toutes ses terres dans la maison d'Escoubleau, par son mariage avec Charles d'Escoubleau marquis de Sourdis.
Le personnage et l'activité littéraire d'Adrien de Monluc furent tirés de l'oubli au XXe siècle par le poète, éditeur et érudit Ilia Zdanevitch (Iliazd)(1894-1975), qui publia plusieurs de ses œuvres extraites des Jeux de l'Inconnu : La Maigre, illustré de pointes-sèches de Pablo Picasso (1951) et Le Courtisan grotesque, illustré de gravures en couleur de Joan Miro (1974). Il étudia longuement la vie de Monluc dans de nombreuses archives et en composa un fichier biographique détaillé qu'il n'eut pas le temps d'éditer. Selon lui, de Vaux et Monluc seraient une seule et même personne, conclusion notamment suggérée par le nom Devaux dos Caros mais non démontrée. Les notes biographiques d'Iliazd ont toutefois été publiées en 1980 avec l'aide d'Antoine Coron, conservateur de la Bibliothèque nationale et de Jean Goasguen, conservateur en chef de la Bibliothèque municipale de Toulouse.  